# Giulia Niccolai
Pour les articles homonymes, voir Niccolai.
Giulia Niccolai (née à Milan le 21 décembre 1934 et morte dans la même ville le 22 juin 2021) est une  photographe, poète, romancière et traductrice italienne.

## Biographie
Fille d'un père italien et d’une mère américaine, Giulia Niccolai est née à Milan et a grandi à la fois en Italie et aux États-Unis.
Dans les années 1950, elle commence à travailler comme photojournaliste pour des publications italiennes, européennes et américaines, dont Life, Paris Match et Der Spiegel. À la fin des années 1960, elle abandonne la photographie professionnelle pour  l'écriture. Elle faisait partie  du groupe néo-avant-gardiste d'écrivains connus sous le nom de Gruppo 63. En 1969, elle écrit  en anglais son premier livre de poésie Humpty Dumpty. En 1970, avec Adriano Spatola, elle fonde la revue de poésie Tam Tam.
Giulia Niccolai publie son unique roman Il grande angolo en 1966. En 1974, elle publie Poema Oggetto, une collection de poésie visuelle. 
Au cours des années 1980, elle s'intéresse à la philosophie orientale et passe du temps au Japon devenant en 1990 une nonne bouddhiste. En 1994, elle publie une collection de poèmes Frisbees-Poesie da lanciare, qui remporte le prix Feronia.
Elle a également traduit les œuvres d'écrivains américains et anglais en italien.

## Œuvres

### Poésie
- Greenwich (1971)
- Poema & Oggetto (1974, 2e édition 2014)
- Substitution (1975) avec Paul Vangelisti, Los Angeles: Red Hill Press. (ASIN B001NBIC64)
- Facsimile (1976)
- Russky salad ballads et webster poems (1977)
- Harry's bar e altre poesie, 1969-1980 (1981) introduction  Giorgio Manganelli
- Frisbees. Poesie da Lanciare (1981)
- Orienti/Orients (2004)
- Le due sponde (2006) Archinto Publisher.  (ISBN 978-8877684578)
- Poemi & Oggetti (2012) ed. by Milli Graffi, introduction by Stefano Bartezzaghi
- Frisbees della vecchiaia (2012) Campanotto Publisher  (ISBN 978-8845612909)
- Cos'è poesia (2015) Edizioni del Verri.  (ISBN 978-8890746567)
- Pubblico & Privato (2016) bilingual introduction by Alessandro Giammei[5]
- Foto & Frisbee (2016) Oedipus Publisher  (ISBN 978-88-7341-246-5)

## Traductions
- Prosper Mérimée La notte di San Bartolomeo  (1975) avec Adriano Spatola
- Gertrude Stein La storia geografica dell'America, o Il rapporto della natura umana con el mente umana  (1980)
- Dylan Thomas Il mio Natale nel Galles (1981)
- Beatrix Potter Le favole di Ludovico Coniglio (1981)
- Alexander Sutherland Neill La nuvola verte (1981)
- Virginia Woolf La Vedova e il pappagallo: une storia vera (1984)
- Angela Carter Gatto Marino e re Drago (2000)[6]

### Autres
- La nave nel prato (The Ship in the Fields) (1972), children's literature
- Esoterico biliardo, Archinto Publisher (2001), Collection Gli aquiloni.  (ISBN 978-8877683106) [7].